# Pyrrhia victorina
Pyrrhia victorina là một loài bướm đêm trong họ Noctuidae.